# Geodätisches Datum

Geodätisches Datum: Ellipsoid mit eindeutiger Orientierung zur Erde

Das geodätische Datum (von lateinisch datum ‚Gegebenes‘) gibt in der Geodäsie, Kartografie und Geoinformation die Lage eines Koordinatensystems in Bezug auf den Erdkörper an.

## Übersicht
Damit die Lage von Objekten auf der Erde mittels Koordinaten beschrieben werden kann, muss festgelegt werden, wie das verwendete Koordinatensystem mit der Erde verbunden wird. Dazu gehören neben Angaben über die Lage des Koordinatenursprungs auch Informationen über die Orientierung der Achsen und den Maßstab des Koordinatensystems. Art und Anzahl der benötigten Parameter unterscheiden sich je nach Art und Dimension des Koordinatensystems, das gemeinsam mit dem geodätischen Datum ein Koordinatenreferenzsystem bildet.
Für ein gewöhnliches dreidimensionales Koordinatensystem sind sechs Datumsparameter nötig, nämlich drei für die Lage des Ursprungs und drei für die Orientierung der Achsen. Für den Bezug ellipsoidischer Koordinaten ist zusätzlich die Beschreibung des zugehörigen Referenzellipsoids erforderlich.
Für ein eindimensionales Koordinatensystem wie das Höhensystem wird das Datum durch Parameter angegeben, die das Bezugsniveau des Höhensystems beschreiben. Die Höhe über dem Meeresspiegel kann in Bezug auf unterschiedliche Bezugsflächen angegeben werden. Die vertikale Orientierung ergibt sich aus der Lotrichtung im Erdschwerefeld.
Bei einem dynamischen Koordinatenreferenzsystem ist zusätzlich die Angabe einer sogenannten Referenzepoche erforderlich.
In der Praxis wird bei der Auswertung der Messungen eines geodätischen Netzes das geodätische Datum realisiert, indem für bestimmte Vermessungspunkte Festlegungen getroffen werden. Diese Punkte werden Datumspunkte genannt und deren Koordinaten für einen Referenzrahmen (englisch reference frame) gebraucht.

## Verschiedene Definitionen
Die oben beschriebene „enge Definition“ des geodätischen Datums, die nur die Orientierung des Koordinatensystems relativ zur Erde umfasst, wird oft in der Geodäsie verwendet.
Die erweiterte Definition eines geodätischen Datums schließt den Referenzrahmen auf der Erde mit ein (s. u.). Das heißt, die aus konkreten Messungen abgeleiteten Koordinaten aller Punkte eines Netzes werden als Bestandteil des Datums betrachtet. Diese Gleichsetzung von Datum und Referenzrahmen ist besonders in der Geoinformation üblich.

## Kartesisches Bezugssystem und Referenzellipsoid
Sechs Koordinaten legen ein drei-dimensionales kartesisches Bezugssystem relativ zur Erde eindeutig fest: drei Koordinaten für den Ursprung, drei für die Orientierung. Für die Praxis ist das kartesische Koordinatensystem wenig geeignet. Da hauptsächlich Punkte auf der Erdoberfläche interessieren, wählt man einen geeigneten Bezugskörper. In der Vergangenheit genügte es, eine gute Annäherung regional für das eigene Land zu finden.
Heute ist es üblich, ein Ellipsoid festzulegen, das global im Mittel die geringsten Abweichungen aufweist. Der Koordinatenursprung des globalen Systems liegt im Zentrum des Ellipsoids und im Schwerpunkt der Erde, die z-Achse senkrecht zur kreisförmigen Äquatorebene in Richtung der Erdrotationsachse.
Die große Halbachse (Äquatorradius) und die Abflachung (Verhältnis von großer Halbachse zum Polradius) bestimmen das Referenzellipsoid. Die Masse der Erde, genauer: das Produkt aus Gravitationskonstante und Masse, wird festgelegt, um Raumverzerrungen gemäß der allgemeinen Relativitätstheorie zu berücksichtigen, ebenso die Rotationsgeschwindigkeit der Erde.

## Referenzrahmen
Ein Referenzrahmen verknüpft das mathematische Koordinatensystem mit realen Positionen auf der Erde. Früher war es üblich, einen Fundamentalpunkt auszuzeichnen und alle Messungen relativ zu ihm auszurichten. Für ein globales System ist dieses Verfahren zu ungenau. Stattdessen werden eine Vielzahl von Messungen gemittelt, um daraus einen virtuellen Fundamentalpunkt abzuleiten.
Werden die enge und die erweiterte Definition des geodätischen Datums nicht deutlich voneinander getrennt, bleiben Verwirrungen nicht aus. Bei der engen Auslegung lässt sich ein Datum mathematisch genau in ein anderes umrechnen.
Die erweiterte Definition schließt fehlerbehaftete Messwerte des Referenzrahmens mit ein. Eine exakte Umrechnung ist damit ausgeschlossen.
Die Darstellung der Punkte in einem Koordinatensystem, beispielsweise auf einer zweidimensionalen Karte, erfolgt in einem Koordinatenreferenzsystem:
Koordinatenreferenzsystem = Datum + Koordinatensystem.

## Höhe
Eine Höhendefinition wird auch als vertikales Datum bezeichnet. Auf ein Rotationsellipsoid bezogene Höhen bezeichnet man auch als ellipsoidische Höhe, denn die Information bezieht sich auf das Referenzellipsoid, nicht auf das Geoid. Der Unterschied zwischen beiden kann über 100 m betragen.
Für die Angabe von Höhen über dem Meeresspiegel benötigt man ein vertikales Datum. Dazu genügt die Festlegung der Bezugshöhe, bzw. in der Praxis die Festlegung der Höhe mindestens eines Punktes im Netz.
Alternativ kann ein vertikales Datum auch durch die Angabe eines Referenzellipsoides und eines dazugehörigen Geoid- oder Quasigeoidmodells beschrieben werden. Ellipsoidische Höhen können damit in Gebrauchshöhen umgerechnet werden, so wie es z. B. bei GNSS-Messungen erfolgt.

## Beispiele

Beispiele für lokal und global angepasste Ellipsoide

### Regionales Datum
Viele Länder definierten früher ein eigenes geodätisches Datum. In Deutschland wurde lange Zeit das Potsdam/Rauenberg-Datum verwendet. Es basiert auf einem Bessel-Ellipsoid (1841) mit guter Anpassung für Deutschland und dem Fundamentalpunkt Rauenberg als Referenzrahmen. Japan verwendete ebenfalls das Bessel-Ellipsoid (1841), allerdings mit dem Fundamentalpunkt Tokyo 1892 (an der Sternwarte in Azabu).

### Globales Datum
Ein weltweit verwendetes geodätisches Datum ist das World Geodetic System 1984 (WGS 84).
Die Gestalt des Referenzellipsoids ist angelehnt an das Geodätisches Referenzsystem 1980 und eignet sich ohne allzu große Abweichungen für die gesamte Erdoberfläche.
Zu WGS 84 gibt es zahlreiche Referenzrahmen. Das US-DOD betreibt etwa 13 Referenzstationen. 1994 lag die Genauigkeit des WGS G730 bei 10 cm, 2002 (WGS G1150) bei wenigen Zentimetern. Das International Terrestrial Reference Frame (ITRF) stützt sich auf mehr als 200 Messstationen und unterschiedliche Messverfahren. Wegen der höheren Genauigkeit wird der Referenzrahmen zu WGS 84 nicht mehr unabhängig gemessen, sondern aus dem ITRF abgeleitet.
Auch die Unterschiede zwischen dem geodätischen Datum des International Terrestrial Reference System und WGS 84 sind mittlerweile vernachlässigbar.
Der Referenzrahmen für das europäische Referenzsystem wird "European Terrestrial Reference Frame" (ETRF) genannt. Die Realisierung basiert auf 92 markierten Vermessungspunkten in Europa (EUREF A-Netz), verdichtet durch 109 Punkte in Deutschland (DREF B-Netz) und weitere Messpunkte seitens der Landesvermessungsämter (C-Netz). Das Referenzsystem ETRS89 ist eine Kopie des ITRS89 der Epoche 1989. Seitdem wird das europäische Koordinatensystem starr mit der eurasischen Platte geführt. Daher verschiebt und verdreht es sich gegenüber dem ITRS um Beträge in der Größenordnung  von etwa 2 cm pro Jahr.

### Höhenbeispiel
Das Vertikale Datum für das aktuell in Deutschland gültige Höhenreferenzsystem DHHN2016 ist der Amsterdamer Pegel (NAP). Bei der Bestimmung der Höhen des DHHN2016 wurde aber nicht bis nach Amsterdam nivelliert, sondern das Datum wurde auf der Grundlage der Höhen von 72 Punkten des vorhergehenden Höhenreferenzsystems DHHN92 realisiert, das sich ebenfalls auf den Amsterdamer Pegel bezieht. Die Summe der Höhendifferenzen für die 72 Datumspunkte zwischen DHHN2016 und DHHN92 ist Null.

## Geschichte

### Klassische Landesvermessung
Bis etwa 1960 wurden die Vermessungssysteme der einzelnen Staaten in der klassischen Landesvermessung dadurch festgelegt, dass
- ein für das jeweilige Gebiet geeignetes Referenzellipsoid ausgewählt wurde,
- ein möglichst zentral gelegener Fundamentalpunkt P0 festgelegt und darauf, dessen Koordinaten in Breite und Länge astronomisch genau bestimmt wurden,
- die Koordinaten dieses Zentralpunktes für die Lagerung des Ellipsoids und den Grundbezug ellipsoidischer Koordinaten übernommen wurden,
- und das aufgebaute Vermessungsnetz durch Messung eines astronomischen Azimuts – des Horizontalwinkels der Richtung zu einem etwa 20 bis 50 km entfernten, gut sichtbaren Festpunkt – nach Norden oder nach Süden orientiert wurde.

Damit war das System hinsichtlich der Lage festgelegt: Die Lotrichtung im Fundamentalpunkt P0 steht senkrecht auf dem verwendeten Ellipsoid, und dessen Achse ist parallel zur Erdachse. Für die Festlegung bezüglich der Höhe wurde die Meereshöhe von P0 übernommen als dessen ellipsoidische Höhe.

### Anpassung des Ellipsoids an die Lotrichtungen
Der Schlüssel für diese Anpassung ist die sogenannte Lotabweichung: Wenn man mit einem Lot die Senkrechte ermittelt, steht sie keineswegs auch normal auf dem Ellipsoid. Die Gebirge, Täler und Massenstörungen im Untergrund können Winkelabweichungen bis zu 0,01° erzeugen, was die Messgenauigkeit fast 100-fach übertrifft. Man kann jedoch das Ellipsoid so im Erdkörper lagern, dass die Lotabweichungen im Landeszentrum oder im Durchschnitt des ganzen Landes zu null werden.
Die erste Methode wurde im 19. Jahrhundert zum Beispiel für die Landesvermessungen von Preußen und von Österreich-Ungarn gewählt: Man legte den Nullpunkt astro-geodätisch derart im TP Rauenberg (bei Berlin) bzw. bei Wien fest, dass seine Lotrichtung auch senkrecht auf dem Ellipsoid stand. An den jeweiligen Fundamentalpunkt wurden alle Vermessungspunkte des Netzes geometrisch angeschlossen, sodass sich ihre Koordinaten indirekt bis heute auf diese Nullpunkte beziehen. Im Europanetz für West- und Mitteleuropa wurde jedoch die zweite Methode gewählt, sodass sich die ED50-Koordinaten de facto auf einen zentralen Punkt bei München beziehen.

### Geoid, regionales und Erd-Ellipsoid
Während ein Referenzellipsoid wie oben dem regionalen Geoid angepasst wird, nähert sich das mittlere Erdellipsoid hingegen global am besten dem Geoid an. Dennoch bleiben radiale Unterschiede zwischen +75 m (Kanada) und −120 m (Indik) bestehen. Das Erdellipsoid war um 1960 nur auf etwa 100 Meter genau bekannt, wird aber seitdem schrittweise verfeinert und etwa alle 20 Jahre dem aktuellen Wissensstand angepasst (siehe GRS 67 und GRS 80).
Die meisten Industriestaaten haben ihre Bezugsellipsoide im 19. Jahrhundert festgelegt und sie durch Gradmessungen und andere Methoden dem regionalen Geoid angepasst. Die Ellipsoidachsen weichen daher um 0,5 bis 1,5 km vom Erdellipsoid ab – was entsprechend große Unterschiede in den Datumsparametern bedeutet.
Hingegen haben viele Entwicklungsländer ihre Landesvermessung erst ab 1970 etabliert und daher teilweise ein gutes Erdellipsoid als Basis genommen.

### Deutschland und Österreich
In Deutschland sind die Unterschiede zwischen dem hier verwendeten Bessel-Ellipsoid und dem Geoid relativ gering, im Flachland sind sie innerhalb weniger Meter konstant. In Österreich hingegen verläuft das Geoid  wegen des Einflusses der Alpen um 43 bis 52 Meter über dem durch das Datum WGS 84 definierten Ellipsoid.
Während solche Werte technisch unbrauchbar wären, weicht das von Österreich-Ungarn eingeführte Ellipsoidsystem MGI – heute auch als Datum Austria bezeichnet, vom Geoid nur um −2,5 bis +3,5 m davon ab. Es beruht auf dem regional bestanschließenden Bessel-Ellipsoid, das gegenüber einem globalen Ellipsoid um 596 m, 87 m und 473 m in x-, y- bzw. z-Richtung verschoben ist. Für Deutschland passt das um 606 m, 23 m und 413 m verschobene Bessel-Ellipsoid am besten und ergibt das Potsdam Datum.

### Wahl des Referenzellipsoids
Ein Referenzellipsoid dient dabei als streng geometrische Rechenfläche, die sich regional bestmöglich an das Geoid anschmiegen sollte. In Europa und Asien ist das Bessel-Ellipsoid von 1841 am meisten gebräuchlich. Es wurde von Bessel durch kombinierte Ausgleichsrechnung aller damals vorhandenen 10 Gradmessungen berechnet, sodass es sich der mittleren Erdkrümmung in ganz Europa und in Südasien gut anpasst. Als bestanschließendes Ellipsoid Eurasiens hätte es Lotabweichungen, die insgesamt betrachtet statistisch gleich oft in alle vier Himmelsrichtungen fallen. Lokal gesehen ist dies insbesondere im Gebirge und an den Kontinentalrändern nicht der Fall.
Die Daten einer Landesvermessung können auf dieses Ellipsoid bezogen berechnet werden, indem alle geodätischen Messungen auf die Referenzfläche des Ellipsoides projiziert werden. Damit die Lotabweichungen im jeweils betrachteten Gebiet möglichst klein bleiben, wird das Ellipsoid nun so gelagert, dass es im Zentralbereich des Vermessungsnetzes die mittlere Erdkrümmung realisiert. Auf diese Weise können beispielsweise zwei benachbarte Staaten dasselbe Referenzellipsoid verwenden, aber es jeweils etwas anders lagern. Dann sind deren beide Koordinatensysteme wohl ähnlich, doch unterscheiden sie sich; die sich daraus ergebenden Unterschiede können einige hundert Meter betragen.

### Wahl des Fundamentalpunkts
Diese Lagerung erfolgt im sogenannten Fundamentalpunkt. Auf einer zentral gelegenen Sternwarte oder einem Vermessungspfeiler wird mittels der Sterne die genaue Lotrichtung bestimmt (Astronomische Länge und Breite) und das Referenzellipsoid darauf exakt senkrecht „aufgespießt“, d. h. die Lotabweichung wird zu null gesetzt. Für die deutsche Landesvermessung liegt dieser astronomische Nullpunkt im ehemaligen TP Rauenberg in Berlin-Tempelhof. Österreich verwendet wie Deutschland das Bessel-Ellipsoid, lagert es jedoch in einem Nullpunkt bei Wien. Die Schweiz hat ein anderes Bezugssystem mit Nullpunkt bei der Alten Sternwarte Bern (Sidlerstrasse 5; 46° 57′ 3,89″ N, 7° 26′ 19,09″ O).
Im sogenannten Europanetz haben die Staaten Westeuropas ab 1950 und jene Mitteleuropas ab 1970 ihre Messergebnisse als „Black Box“ eingebracht und einer gemeinsamen Berechnung an den jeweiligen Landesgrenzen zugestimmt. Dies führte zu den Systemen ED50 und ED79, die sich auf ein fiktives Zentrum bei München beziehen. Später wurde das Europanetz neu berechnet auf Grundlage des global verwendeten Ellipsoides WGS 84 und mittels Satellitengeodäsie versteift. Es bezieht sich auf den Erdschwerpunkt (Geozentrum) und wird im Rahmen des ETRF alle paar Jahre angepasst.

### System der Donaumonarchie und Deutschlands
Eine spezielle Geschichte hat das Vermessungsnetz Österreich-Ungarns und sein Datum MGI (Datum Austria). Zunächst gab es 7 bzw. 8 Fundamentalpunkte für die einzelnen Regionen. Im späten 19. Jahrhundert wählte man als gemeinsamen Nullpunkt den Hermannskogel (585 m) bei Wien, der fast im Zentrum des Gesamtstaates lag. Seit jedoch Österreich zum Kleinstaat wurde, wandelte sich die Zentral- zu einer östlichen Randlage, sodass die Lotabweichungen im Westen sehr groß wurden. Glücklicherweise erkannte der Geodät Karl Ledersteger um 1930, dass die absolute Lotabweichung des Hermannskogel fast zu null wird, wenn die Albrecht’sche Längendifferenz Ferro-Greenwich von 17°39′46,02″ auf 17°40′00″ gerundet wird – was seitdem mit doppeltem Vorteil geschieht. Die Landesvermessung verwendet immer noch den Ferro-Meridian, Längenangaben werden aber meist bezogen auf den Nullmeridian von Greenwich. 
Deutschland hat sein geodätisches Datum 1853 durch Referenzellipsoid und Fundamentalpunkt festgelegt. Das Bessel-Ellipsoid wurde im Trigonometrischen Punkt Rauenberg gelagert, die Festlegung wird als Potsdam Datum bezeichnet. 
Bei großer Ausdehnung der Landesvermessung und/oder starken Lotabweichungen können die Abweichungen zwischen Örtlichkeit und berechneten Koordinaten erhebliche Ausmaße annehmen. Hier können sogenannte Laplacepunkte für deutliche Verbesserungen sorgen, indem das Ellipsoid nicht auf einen Punkt bezogen, sondern vermittelnd eingepasst wird.

### Weltsysteme GRS 80 und WGS 84
Entscheidend für diese Genauigkeitssteigerung waren die Erfolge der Satellitengeodäsie und -navigation seit den 1960er Jahren. Auf deren Grundlage definierte die IUGG 1979 das globale Referenzsystem GRS80 und dessen Erdellipsoid auf 1 m genau. Die USA entwickelten es zum World Geodetic System weiter als WGS 84.

### Weitere Systeme in Deutschland und Westeuropa
Ein Großteil der deutschen Landesvermessungen verwendet neben dem UTM-Koordinatensystem noch das Bessel-Ellipsoid mit dem Gauß-Krüger-Koordinatensystem für ebene metrische Koordinaten. Daneben gilt aber in Mecklenburg-Vorpommern und Sachsen-Anhalt noch das System der früheren DDR mit einer Gauß-Krüger-Abbildung auf dem Krassowski-Ellipsoid und in Berlin war ein Soldner-Koordinatensystem auf Besselellipsoid bis 2015 offiziell.
Auf west- und mitteleuropäischer Ebene definierte man 1950 das Europäische Datum ED50 auf dem Internationalen Ellipsoid 1924 (Hayford-Ellipsoid). UTM-Koordinaten werden auch unter Bezug auf das ED50 berechnet.
Um auf europäischer und internationaler Ebene über eine einheitliche und moderne Rechenfläche zu verfügen, stellen die Vermessungsbehörden der Länder in Deutschland zurzeit die Bezugssysteme um. Man verwendet als Datum das Europäische Terrestrische Referenz-System 1989 (ETRS89) unter Verwendung des Ellipsoids des Geodetic Reference System 1980 (GRS80). Die Umstellung von Gauß-Krüger-Koordinaten auf UTM-Koordinaten geht mit dem Datumswechsel vom Potsdam Datum auf ETRS89 einher.

### Bezug zum Geoid und zum Erdschwerpunkt
In Österreich liegt wegen des Einflusses der Alpen das Geoid 43 bis 52 Meter über dem im WGS 84 definierten Erdellipsoid. Die große Schwankung von 10 Metern verringert sich jedoch im Datum Austria auf −2,5 bis 3,5 Meter. Dieses Datum des österreichischen Bundesmeldenetzes bezieht sich auf ein Bessel-Ellipsoid, das in X-, Y-, Z-Richtung um 596, 87 und 473 Meter verschoben ist.
Für Deutschlands Bessel-Ellipsoid und das „Potsdam Datum“ beträgt die analoge Verschiebung 606, 23 und 413 Meter in X-Y-Z-Richtung (Internationale Konvention der 3 Achsen: X/Y ist die geozentrische Äquatorebene, Z die Erdachse, X weist auf den Nullmeridian, der auch durch Greenwich verläuft). Die Schweizer Landeskoordinaten beziehen sich auf das Datum CH1903.

## Liste einiger Datumsdefinitionen
- IERS (International Terrestrial Reference Frame, IERS Terrestrial Reference System)
- PD oder RD – Potsdam Datum bzw. Rauenberg-Datum
- CH1903 – Schweizer Datum 1903
- Datum Austria
- ED50 und ED79 – Europäisches Datum 1950 und 1979
- ETRS89 – Europäisches Terrestrisches Referenzsystem 1989
- NAD 27 und NAD 83 – Nordamerikanisches Datum von 1927 und 1983
- GRS 80 – Geodätisches Referenzsystem 1980
- WGS 84 – World Geodetic System 1984